# Општина Скеја (Јаши)
Скеја (рум. Scheia) општина је у Румунији у округу Јаши.
Oпштина се налази на надморској висини од 332 m.